# 네드 스톤하우스

네드 스톤하우스 박사

네드 버나드 스톤하우스(Ned Bernard Stonehouse, 1902년 3월 19일 - 1962년 11월 18일)는 미국에서 유명한 신약신학 학자이다. 그는 1929년 웨스트민스터 신학교가 설립될 때에 존 그레섬 메이천과 합류하였다. 그는 미국 정통장로교회에서 34년간 봉사하였다. 그는 칼빈대학교(1924)에서 A.B. 학위를, 프린스턴 신학교(1927)에서 Th.B.와 Th.M. 학위를 받았으며 네덜란드에 있는 암스테르담 자유 대학교(1929)에서 Ph.D. 학위를 받았다. 

## 저서
- The Witness of Matthew and Mark to Christ (1941)
- The Witness of Luke to Christ (1951)
- Origins of the Synoptic Gospels (1963)
- J. Gresham Machen, A Biographical Memoir (1954)
- Paul Before the Areopagus (1957)
- Editor (with Paul Woolley), The Infallible Word (1946)
- General editor, New International Commentary on the New Testament (1946-1962)